# Skogskubikmeter
Skogskubikmeter (m3sk) är en enhet som används för att beteckna ett skogsbestånds virkesvolym. Måttet innefattar trädens hela stamvolym ovanför normal stubbhöjd vilket innebär att såväl topp som bark räknas med. Dock ingår ej grenar, stubbar eller rötter.
Skogskubikmeter är en enhet som ofta används i samband med skogsbruksplaner och försäljning av rotposter. När skogsfastigheter annonseras ut till försäljning brukar m³sk per hektar produktiv skogsmark anges.
Barrskogsbestånd som är aktuella för slutavverkning brukar ligga på 250 m³sk/ha och uppåt.